# (24998) Hermite
(24998) Hermite  es un asteroide perteneciente al cinturón de asteroides, descubierto el 28 de julio de 1998 por Paul G. Comba desde el Observatorio de Prescott, en Arizona, Estados Unidos.

## Designación y nombre
Hermite se designó al principio como 1998 OQ4.
Más adelante fue nombrado en honor del matemático francés Charles Hermite (1822-1901).

## Características orbitales
Hermite orbita a una distancia media del Sol de 2,2686 ua, pudiendo acercarse hasta 1,9931 ua y alejarse hasta 2,5441 ua. Tiene una excentricidad de 0,1214 y una inclinación orbital de 1,9707° grados. Emplea en completar una órbita alrededor del Sol 1248 días.

## Características físicas
La magnitud absoluta de Hermite es 15,5. No se dispone de datos sobre su diámetro ni sobre su albedo.